# Sylvia Frank
Sylvia Frank (auch Silvia Frank; * 22. Januar 1935 in Horgen, Kanton Zürich) ist eine Schweizer Schauspielerin und Hörspielsprecherin.

## Wirken
Sylvia Frank trat zwischen 1959 und 1972 in einigen Fernsehfilmen und -serien sowie Spielfilmen auf, unter anderem als Darstellerin in diversen Erotikfilmen der damaligen Zeit. Ihre erste bedeutende Rolle war die der Prostituierten Anni in dem Schweizer Film Café Odeon von Kurt Früh, in dessen Mittelpunkt das bekannte Zürcher Grand Café Odeon steht. Zwischen 1958 und 1960 war sie an mehreren Hörspielproduktionen des Norddeutschen Rundfunks beteiligt.

## Filmografie (Auswahl)
- 1959: Café Odeon
- 1959: Der Mustergatte
- 1960: Madame Sans-Gêne (Fernsehfilm)
- 1960: Abendstunde im Spätherbst (Fernsehfilm)
- 1961: Am Abend ins Odeon (Fernsehserie, 1 Folge)
- 1961: Halten Sie mich auch für verrückt? (Fernseh-Kurzfilm)
- 1962: Stahlnetz: In jeder Stadt … (Fernsehserie)
- 1965: Gestatten, mein Name ist Cox (Fernsehserie, 1 Folge)
- 1965: Damen und Husaren (Fernsehfilm)
- 1967: Spiel mit dem Tode (Fernsehfilm)
- 1967: Das Kriminalmuseum (Fernsehserie, 1 Folge)
- 1968: Napoleon in New Orleans (Fernsehfilm)
- 1968: Sünde mit Rabatt
- 1968: Der nächste Herr, dieselbe Dame
- 1968: Altaich (Fernsehfilm)
- 1969: Husch, husch ins Körbchen
- 1970: Die Perle – Aus dem Tagebuch einer Hausgehilfin (Fernsehserie, 1 Folge)
- 1970: Wer weint denn schon im Freudenhaus
- 1970: Tausendundeine Nacht (Fernsehserie, 1 Folge)
- 1972: Die Vitrine (Fernsehfilm)
- 1991: Der Strass

## Hörspiele (Auswahl)
- 1958: Felix Gasbarra: John Every oder Wieviel ist der Mensch wert? – Regie: Fritz Schröder-Jahn
- 1958: Kurt Heynicke: Das neue und das alte Leben – Regie: Kurt Reiss
- 1958: Irmgard Köster: Die Jagd nach dem Täter (Folge: Diebstahl im Hotel 'Excelsior') – Regie: S. O. Wagner
- 1958: Ernst Schnabel: Logbuch von morgen – Regie: Fritz Schröder-Jahn
- 1958: Fred von Hoerschelmann: Die Saline – Regie: Fritz Schröder-Jahn
- 1960: Paul Mommertz: Wo ist Ruth? – Regie: Gerlach Fiedler
- 1960: Erwin Wickert: Das Buch und der Pfiff – Regie: Gustav Burmester